# Puntate di Constellation
La miniserie televisiva Constellation è composta da otto puntate ed è stata pubblicata dalla piattaforma di video on demand Apple TV+. Le prime tre puntate sono uscite il 21 febbraio 2024; le restanti settimanalmente a partire dal 28 febbraio e fino al 27 marzo 2024.
Tutte le puntate sono state scritte da Peter Harness.

| nº | Titolo originale                              | Titolo italiano                                     | Pubblicazione USA | Pubblicazione Italia |
| -- | --------------------------------------------- | --------------------------------------------------- | ----------------- | -------------------- |
| 1  | The Wounded Angel                             | L'angelo ferito                                     | 21 febbraio 2024  | 21 febbraio 2024     |
| 2  | Live and Let Die                              | Vivi e lascia morire                                | 21 febbraio 2024  | 21 febbraio 2024     |
| 3  | Somewhere in Space Hangs My Heart             | Da qualche parte nello spazio è appeso il mio cuore | 21 febbraio 2024  | 21 febbraio 2024     |
| 4  | The Left Hand of God                          | La mano sinistra di Dio                             | 28 febbraio 2024  | 28 febbraio 2024     |
| 5  | Five Miles Out, the Sound Is Clearest         | A cinque miglia dalla costa, il suono è più chiaro  | 6 marzo 2024      | 6 marzo 2024         |
| 6  | Paul Is Dead                                  | Paul è morto                                        | 13 marzo 2024     | 13 marzo 2024        |
| 7  | Through the Looking Glass                     | Attraverso lo specchio                              | 20 marzo 2024     | 20 marzo 2024        |
| 8  | These Fragments I Have Shored Against My Ruin | Con questi frammenti ho puntellato le mie rovine    | 27 marzo 2024     | 27 marzo 2024        |

## L'angelo ferito
- Titolo originale: The Wounded Angel
- Diretta da: Michelle MacLaren

### Trama
Sulla ISS, le astronaute Ericcson, Suri e Brostin sono impegnate assieme al cosmonauta Andreev e al comandante Lancaster in un esperimento con il CAL, guidati da terra da Henry Caldara dei Rocket Propulsion Laboratories. Improvvisamente qualcosa colpisce la stazione, causando diverse avarie e danni. Mentre il comandante Lancaster, gravemente ferito, viene soccorso da Suri e Brostin, Ericcson e Andreev si recano in attività extraveicolare per valutare l'entità dei danni; in un settore della stazione, Ericcson, che ha la telecamera soggettiva in avaria, vede l'oggetto che li ha colpiti: il cadavere di una cosmonauta vestita con una tuta spaziale dell'URSS. Mentre i responsabili di ESA, NASA e Roscosmos premono per un'evacuazione di emergenza, Caldera – che ha ricevuto i dati dell'esperimento: un segnale doppio quantico, ossia un nuovo stato della materia – preme affinché venga recuperato il nucleo del CAL. Lancaster non sopravvive e rimane un solo modulo Soyuz per l'evacuazione: in esso c'è spazio per tre astronauti, per cui Ericcson (che ha assunto il comando) rimane nella stazione per riparare un secondo Soyuz. Dopo aver visto il disegno della tuta sovietica fatto da Ericcson, la responsabile del Roscosmos Irena Lysenco autorizza il recupero del nucleo del CAL. I familiari delle astronaute, del comandante e del cosmonauta, fra i quali Magnus e Alice, marito e figlia di Jo Ericcson, vengono portati al centro cosmonautico in Kazakistan, dove atterreranno le capsule. Rimasta sola nella ISS, Ericcson inizia le riparazioni, durante le quali ha una visione in cui si trova in un corridoio e si dirige verso un armadio, agganciata al quale c'è una collanina di Alice. Cinque settimane dopo, Jo e Alice si trovano in auto nella Svezia settentrionale e arrivano in una baita isolata; sulla parete campeggia una riproduzione de L'angelo ferito di Hugo Simberg. Jo ha con sé il nucleo del CAL; dopo aver messo a letto la bambina, esce per nasconderlo in un casolare e sente la voce di Alice che la chiama dal lago ghiacciato. Seguendo la voce trova una baita identica a quella dov'era fino a poco prima, ma in stato di totale abbandono: qui, rinchiusa in un armadio, trova un'altra Alice.
- Altri interpreti: Anton Levit (controllore di missione), Emily Cox (Sara Schiller).

## Vivi e lascia morire
- Titolo originale:  Live and Let Die
- Diretta da: Michelle MacLaren

### Trama
Jo porta la seconda Alice (con cui parla in svedese) alla prima baita, dove fa un bagno caldo alla bambina semicongelata. Poco dopo la prima Alice (che non parla svedese) si sveglia e Jo non la riconosce come sua figlia: dell'altra bambina non v'è più traccia. Cinque settimane prima, Ericcson aveva terminato le riparazioni del modulo Soyuz prima che terminasse il supporto vitale e aveva avuto altre allucinazioni, fra cui il comandante Lancaster vivo e vegeto. A terra, tutti i responsabili delle varie agenzie si erano recati in Kazakistan per una task force, ma le comunicazioni con la ISS si erano interrotte per mancanza di energia sulla stazione prima che venissero comunicate all'astronauta svedese le coordinate di deorbita. Ericcson era stata costretta a calcolarsele da sé: quando però aveva cercato di sganciare la navetta, uno dei supporti non si era sganciato e si sarebbe dovuto intervenire manualmente dall'interno della stazione; dopo istanti di panico, il meccanismo era stato azionato da qualcuno la cui ombra Jo aveva intravisto dall'oblò – cosa impossibile, essendo l'unica persona rimasta sulla ISS. Atterrata incolume, la donna aveva riabbracciato i suoi cari ma aveva notato alcune cose strane: Alice non parlava più lo svedese e Magnus si comportava in modo distaccato, stupito dall'affetto della moglie. 
In una nave da crociera al largo della California, un colonnello dell'aeronautica e astronauta in pensione di nome Bud Caldera, identico a Henry, aveva rilasciato un'intervista riguardo all'incidente sulla ISS.
- Altri interpreti: Dmitry Koynov (pilota elicottero), Alexey Golousenko (membro delle squadre di terra), Anton Levit (controllore di missione), Philipp Fortunkov (membro squadra di soccorso).

## Da qualche parte nello spazio è appeso il mio cuore
- Titolo originale:  Somewhere in Space Hangs My Heart
- Diretta da: Oliver Hirschbiegel

### Trama
Ericcson viene portata alla Città delle Stelle, in Russia, dove viene sottoposta alla riabilitazione. Durante la successiva conferenza stampa, l'astronauta non fa alcun riferimento agli esperimenti con il CAL; quando, assieme alle colleghe Suri e Brostin e al cosmonauta Andreev si reca a portare le condoglianze a moglie e figlia di Lancaster, confonde il nome della signora, chiamandola Erica invece che Frida. Successivamente si reca al giardino dove gli astronauti piantano degli alberi prima delle missioni, e vede (o crede di vedere) Paul che depone una rosa nel suo (di Jo) albero. Quando più tardi Jo incontra Henry, si presenta a lui come se non l'avesse mai conosciuto e gli fa domande sul CAL. Jo riconosce il corridoio che aveva "visto" nella visione avuta sulla ISS: si trova negli alloggi delle famiglie degli astronauti. L'astronauta nota altri piccoli dettagli cambiati durante la sua assenza: oltre al nome di Erica, l'auto di famiglia è blu invece che rossa, i bicchieri sono in un altro stipetto, il suo istruttore si comporta come se fossero in intimità, ecc.
Durante l'inchiesta sull'incidente, tutte le agenzie tentano di scaricarsi vicendevolmente la responsabilità: Jo insiste nel dire di aver visto un cadavere mummificato in tuta sovietica – cosa impossibile, dato che tutte le missioni sovietiche sono state declassificate e nessun incidente risulta avvenuto nella storia spaziale sovietica. Alla fine Jo si rassegna controvoglia ad ammettere di essersi sbagliata. Intanto Henry è alle prese con il CAL: il risultato dell'esperimento (un doppio segnale quantico) sembra voler farsi vedere solo da lui; quando cerca di fotografare il monitor dove appare la doppia interferenza, sullo schermo dello smartphone appare singola: ciò sembra seguire le regole della meccanica quantistica (una particella rivela la sua natura o velocità o posizione solo quando osservata) ma su scala macroscopica.
Sulla nave da crociera, Bud Caldera sta partecipando a un festival della fantascienza; durante l'intervista, il presentatore Ian Rogers gli fa alcune domande complottiste riguardo agli incidenti durante la corsa americana allo spazio e gli contesta alcune informazioni contenute sul suo libro. La notte successiva, Bud invita Rogers a fare una passeggiata e, dopo avergli detto che tutte le sue sfortune sono colpa di Henry, ottenendo in risposta l'irrisione del giornalista, lo getta in mare.
- Altri interpreti: Jelena Knyaseva-Shmal (infermiera), Michael Baral (reporter americano), Masha Tokareva (reporter russa), Anna Holmes (reporter britannica).

## La mano sinistra di Dio
- Titolo originale: The Left Hand of God
- Diretta da: Oliver Hirschbiegel

### Trama
Nonostante le differenze trovate, Jo cerca di riprendere la sua vita assieme alla famiglia. Magnus si confida con lei e le dice di essere uscito con un'altra donna perché sopraffatto dalle voci insistenti sulla relazione fra Jo e Frederic Duverger, istruttore di Jo nonché capo dell'ESA, ma la donna nega tutto, sdegnata. Jo confida alla psichiatra dell'ESA Jenny Gruber di avere allucinazioni, e la dottoressa le rivela che quasi tutti gli astronauti hanno sofferto di un disturbo da stress post-traumatico chiamato “burnout dell'astronauta”, che viene curato col litio, e lo prescrive alla dubbiosa astronauta. Subito dopo Jo incontra Henry che la ragguaglia sugli episodi psicotici di parecchi astronauti dopo lunga permanenza nello spazio e le fa vedere il CAL, che è ancora attivo e continua a riprodurre lo stato quantico doppio: Jo ha una breve visione di sé stessa sulla ISS, gravemente ferita al viso. In casa, Alice sembra spaventata dalla madre e tende a nascondersi negli armadi, segnalando la sua presenza appendendoci una delle collanine da lei costruite; parlandone con l'insegnante della bambina, Jo capisce che la donna è l'amante del marito. Dubbiosa se assumere l'antipsicotico prescrittole, Jo nota che le compresse sono identiche a quelle delle "vitamine" che le avevano prescritto alla Città delle Stelle: si reca così ai laboratori ESA dove, analizzando le due compresse, scopre che sono identiche; per cui assumeva, inconsapevolmente, litio da tempo. Accedendo al pc del suo ufficio, scopre che il litio era stato prescritto a tutti gli astronauti che avevano mostrato comportamenti psicotici, compreso Henry Caldera. Improvvisamente due inservienti entrano nell'ufficio e iniziano a inscatolare le cose di Jo: lei vede loro ma loro non vedono lei, ma subito dopo scompaiono e gli oggetti sono al loro posto. Henry intanto discute animatamente coi colleghi della NASA che non credono a quello che lo scienziato ha visto, e cioè la doppia interazione quantica mostratasi anche sulla Terra, dubitando della sua sanità mentale: l'ex astronauta è convinto che il CAL abbia aperto le porte su un altro universo. Dopo una discussione con Magnus avuta dopo che Frederic gli aveva confermato la relazione con Jo, quest'ultima trova un plico ricevuto dall'osservatorio marino di Skagerrak contenente due audiocassette: in una c'è la registrazione di Jo durante il suo disperato tentativo di salvarsi la vita; nell'altra le ultime parole di una cosmonauta sovietica morta nel 1967 in una capsula. Subito dopo, nel soggiorno di casa, Alice vede una commemorazione della madre: fra i partecipanti ci sono un'altra Alice e Paul Lancaster che sembrano vederla come lei vede loro. Sconvolta, Alice viene consolata da Jo, ma Magnus, esasperato, cerca di telefonare a Frederic: Jo colpisce il marito che cade e sbatte la testa.
Sulla nave da crociera, Bud non sembra ricordare di avere ucciso Rogers e viene tenuto d'occhio dall'FBI. Durante un attacco maniacale telefona alla figlia che gli consiglia di prendere le pillole, ma l'uomo le getta in mare. L'agente Bright dell'FBI visiona un video di Bud che percuote un complottista che gli dava del bugiardo, ma quando cerca di visionare il video in cui butta in mare Rogers, una strana interferenza le impedisce di vedere cos'era successo.
Magnus e Alice si dirigono, a piedi in mezzo alla neve, verso la loro baita della Svezia settentrionale.
- Altri interpreti: Mona Vojacek Koper (agente Iona Frost), Bettina Hoppe (Jenny Gruber), Reiner Schöne (prof. Louis Freeman), Michel Diercks (Jimmy Wangel), Joshua Spriggs (complottista), Emily Cox (Sara Schiller), Rankin Duffy (alunno), Thilo Prothmann (inserviente), Joachim Foerster (inserviente), Holly Horne (Connie Caldera).

## A cinque miglia dalla costa, il suono è più chiaro
- Titolo originale:  Five Miles Out, the Sound Is Clearest
- Diretta da: Oliver Hirschbiegel

### Trama
Ilya Andreev, su suggerimento di Jo, inizia a fare indagini su incidenti occorsi a cosmonauti e scopre che alcune informazioni sono state cancellate o secretate dal Roscosmos. Lysenko lo persuade a cessare la ricerca.
Henry inizia a manifestare i sintomi di un disturbo di personalità. Lo scienziato conosce l'esistenza di Bud e viceversa: entrambi sanno l'uno dell'altro dall'incidente dell'Apollo 18, andato bene per Henry (eroe e vincitore del Nobel) e malissimo per Bud (andato in disgrazia a causa della morte dei suoi colleghi). Riescono perfino a comunicare attraverso gli specchi: hanno smesso tutti e due la terapia di litio e Bud minaccia Henry di stare andando a prenderlo.
Dopo aver rubato dal centro ESA il nucleo del CAL, Jo fugge con Alice e si dirige in Danimarca, all'osservatorio marino dello Skagerrak, dove vi trova due anziani radioamatori, fratello e sorella, che nel corso degli anni avevano intercettato e registrato le comunicazioni fra astro/cosmonauti e rispettivi centri spaziali. Jo scopre che i due in passato erano stati in carcere per truffa, ma si reca ugualmente da loro. I Bang, palesemente paranoici, le raccontano diversi episodi misteriosi che hanno riguardato l'esplorazione spaziale; inoltre fanno notare che un'alta percentuale di esseri umani andati nello spazio ha sviluppato psicopatologie: cos'hanno visto quelle persone? Le cassette, secondo i Bang, si sentirebbero meglio in luoghi isolati, per cui la signora Bang porta madre e figlia al largo in barca; qui Jo sente (o crede di sentire) la voce della cosmonauta morente, ma Alice afferma che sono solo rumori. La signora Bang allude che la cosmonauta morente sia Irena Lysenko, cosa impossibile, dato che è viva e vegeta, e che nella registrazione di Jo si senta Paul, cosa altrettanto impossibile; nelle registrazioni inoltre si ode una strana interferenza, soprattutto durante l'incidente della missione Apollo 18, quella a cui partecipò Caldera. Più tardi in auto, Jo avvicina il registratore al CAL e le cassette iniziano a sentirsi chiaramente: Alice riconosce una certa Valya nella voce della cosmonauta morente. La bambina aveva confidato alla madre che si nasconde negli armadi perché ha paura di Valya, che le parla in sogno; non capendo a chi si riferisse, Jo le aveva chiesto di disegnarla, e la bambina aveva ritratto un'agghiacciante riproduzione di uno scheletro in tuta da cosmonauta. Arrivate alla baita in Svezia, Jo ascolta la cassetta che la riguarda: dopo la videochiamata (in svedese) via tablet con Alice, si sente la misteriosa interferenza, poi un'esplosione e Paul che urla il suo nome. Alice, che ha ascoltato tutto, riconosce Paul ma non riconosce sé stessa.
Alice cammina nella neve e, urlando, chiama la mamma.
- Altri interpreti: Kurt Dreyer (Laurenz Bang), Birthe Neumann (Walborg Bang), Katharlina Bellena (Clerk), Lea Gerstenkorn (agente della dogana).

## Paul è morto
- Titolo originale: Paul Is Dead
- Diretta da: Joseph Cedar

### Trama
Sulla ISS, le astronaute Ericcson, Suri e Brostin sono impegnate in un esperimento assieme al cosmonauta Andreev e al comandante Paul Lancaster. Improvvisamente qualcosa colpisce la stazione, causando diverse avarie e danni. Jo Ericcson rimane gravemente ferita al viso e Lancaster, raggiuntala, non può fare altro che constatarne il decesso. Rimane un solo modulo Soyuz per l'evacuazione: in esso c'è spazio per tre astronauti, per cui Lancaster rimane sulla stazione per riparare un secondo Soyuz. I familiari delle astronaute, del comandante e del cosmonauta, fra i quali Magnus e Alice, marito e figlia di Jo, vengono portati al centro cosmonautico in Kazakistan, dove atterreranno le capsule. Rimasto solo sulla ISS, Lancaster nota che non v'è più traccia del CAL e inizia le riparazioni, ma inizia ad avere alcune allucinazioni: "sente" il respiro di Jo, che riesce anche a registrare assieme a una misteriosa inferferenza e ad alcune frasi della donna, che sembra impegnata, come lui, nelle riparazioni. Non potendolo sopportare, chiede alla NASA di poter lasciare, per motivi di sicurezza, il corpo di Jo sulla ISS. Una volta sul modulo Soyuz, uno dei supporti non si sgancia e si dovrebbe intervenire manualmente dall'interno della stazione; dopo istanti di panico, il meccanismo è azionato da qualcuno la cui ombra Paul vede dall'oblò – cosa impossibile, essendo l'unica persona rimasta sulla ISS. Atterrato incolume, l'uomo riabbraccia le sue care ma nota alcune cose strane: la moglie non si chiama più Frida ma Erica; Caldera non si chiama Henry ma Bud. Successivamente si reca nel giardino dove gli astronauti piantano degli alberi prima delle missioni, e vede (o crede di vedere) Jo che depone una rosa nel suo (di Paul) albero. Durante l'inchiesta sull'incidente nessuno ha mai sentito parlare del CAL, e nessuno ha mai saputo che Caldera lavorasse per il RPL: dopo l'incidente dell'Apollo 18, l'uomo era infatti caduto in disgrazia.
Nel frattempo Alice e Magnus cercano di elaborare il lutto. La bambina sente che qualcosa non quadra: quando, alla Città delle Stelle, si rinchiude in un armadio, vede la madre, vestita come se fosse sulla ISS, che si avvicina. Successivamente, alla commemorazione di Jo, vede improvvisamente un'altra sé stessa che viene consolata da Jo: anche Paul le vede e sviene. La responsabile della NASA Moyone gli consiglia di entrare in terapia, ma l'uomo, divorato dai sensi di colpa, rifiuta e si rende indisponibile per non essere ricoverato coattivamente. Magnus propone ad Alice di fare un viaggio, ma la bambina vuole andare assolutamente alla loro baita in Svezia. Una volta arrivati, Alice guarda il suo quadro preferito, una riproduzione de Il demone della pentola di Hugo Simberg. Durante la notte viene svegliata dalle luci di un'auto: affacciatasi alla finestra, vede la madre che scende da un'auto identica alla loro, ma blu.
Paul trova infine Bud Caldera, che vive in un appartamento dozzinale di Los Angeles, e cerca di ottenere risposte, dicendogli che lui aveva salvato i colleghi dell'Apollo e aveva vinto un Nobel. L'ex astronauta reagisce violentemente ed estrae una pistola.
- Altri interpreti: Eva Bay (Charlotte Weiss), Emily Cox (Sara Schiller), Bettina Hoppe (Jenny Gruber).

## Attraverso lo specchio
- Titolo originale: Through the Looking Glass
- Diretta da: Joseph Cedar

### Trama
Alice esce dalla baita, ma l'auto è sparita. Si veste e si mette a cercare la madre finché non trova una baita identica alla loro, ma fatiscente e abbandonata da anni. Entratavi, nota i quadri di Simberg "mischiati"; spaventata, si rinchiude nell'armadio, finché non arriva sua madre che la porta nella baita, che è quasi uguale alla sua ma non è la sua, dove c'è un'altra Alice che dorme, e la madre le fa un bagno caldo. Subito dopo si ritrova, nuda, nella vasca vuota della sua baita. Durante la notte, mentre il padre dorme, si riavventura all'esterno e ritrova la baita fantasma: entrata di nuovo nell'armadio, vi trova il suo registratore.
Alice e Jo ascoltano le registrazioni: in una si sentono loro due che parlano in svedese, in un'altra Paul che parla con Huston della morte di Jo. Alice non si riconosce e dice che stavano parlando del CAL, ma Jo non si ricorda dell'esperimento. Alice le dice che lei non è la sua mamma. Jo nasconde le cassette e il CAL nel casolare, sente "l'altra" Alice – la sua Alice – che la chiama dal lago e va a cercarla. Dopo che è scomparsa dalla vasca da bagno, va a cercarla con Alice, ma la bambina, spaventata, fugge e trova la baita fantasma di cui le aveva parlato Jo poco prima: la madre – o chiunque sia – non le aveva mentito. Entrata nella baita, nota i quadri di Simberg mischiati e trova il suo registratore sul tavolo, poi sale di sopra e si chiude nell'armadio. Intuisce che tramite il registratore può comunicare con "l'altra" Alice: le due bambine, con lucidità, ricostruiscono gli eventi: la Jo che è tornata non è sua madre, è la madre dell'altra Alice che intravede nello specchio.
Magnus, svegliatosi e non trovando Alice, si mette a cercarla. Salito al piano di sopra, pensando di trovarla dentro l'armadio, vi trova invece il suo registratore acceso e ascolta un dialogo impossibile. Sconvolto, telefona alla polizia.
Cercando Alice, Jo rientra nella baita dove, pensando di trovarla dentro l'armadio, vi trova invece il suo registratore acceso e ascolta un dialogo impossibile. Sconvolta, prende il registratore e sale sull'auto per cercare la baita fantasma, non accorgendosi di aver fatto cadere una lampada a petrolio. La baita prende fuoco, Jo se ne accorge e torna indietro, ma una volta entratavi si ritrova nella baita fantasma dove, di sopra, c'è Alice dentro l'armadio che parla con la sua Alice. Improvvisamente si ritrovano nella realtà, con la baita in fiamme. Nel frattempo giungono Magnus, Frederic, Henry e i soccorsi; Henry ritrova il CAL e si dirige verso le fiamme, dove aiuta Jo e Alice, non riconoscendole.
Improvvisamente Henry si ritrova in un appartamento sconosciuto, con in mano una pistola, davanti a Paul ferito, e chiama immediatamente i soccorsi. Nel frattempo, Magnus trova Alice all'esterno e per un attimo crede di vedere Jo chinata su un'altra Alice; l'uomo riporta la bambina alla baita.
Jo si rende conto che Alice non respira e le pratica la respirazione bocca a bocca, salvandole la vita. Poco dopo giungono i soccorsi e viene arrestata e portata in Russia, dove verrà curata da Irena Lysenko. Alice viene ricoverata; durante l'incoscienza sogna Valya che vorrebbe portarla da sua madre. Ripresasi, dice al padre che devono riportare indietro Jo.
- Altri interpreti: Tommi Korpela (Björn Hallgren).

## Con questi frammenti ho puntellato le mie rovine
- Titolo originale: These Fragments I Have Shored Against My Ruin
- Diretta da: Joseph Cedar

### Trama
Jo viene rinchiusa e sottoposta a elettroshock. Alice tenta in tutti i modi di convincere – invano – il padre che quella non è la loro Jo e che quest'ultima è morta. Bud Caldera, ritrovatosi nei panni di Henry, trova il CAL e lo distrugge, dando la colpa a Jo. Bud ha tutte le intenzioni di riprendersi con gli interessi la vita che gli era stata preclusa e lo dice senza mezzi termini a Irena. Rintraccia Ian Rogers e gli augura una felice e lunga vita. Ilya Andreev va a visitare Jo e le lascia di nascosto le chiavi della sua stanza: anziché fuggire, una notte la donna si reca a vedere chi sia il misterioso paziente sopra di lei e vede due uomini identici nonostante Irena le avesse detto che ci fosse un solo uomo: il primo ad essere andato in orbita. Alice ascolta i messaggi della sua controparte ma, egoisticamente, non le risponde. Jo suona il pianoforte nonostante ricordasse di non averlo mai suonato. Durante le analisi pre-terapia si scopre che Jo è incinta di quattro settimane: le ecografie hanno uno strano, "doppio" aspetto. Parlando con Irena, Alice scopre che si chiama anche Valentina e che "Valya" è il suo diminutivo. Alice e Jo fanno un patto: in attesa di ritrovare le loro vere madre e figlia, si comporteranno come se lo siano realmente.
Ritrovatosi nei panni di Bud Caldera, Henry viene arrestato con l'accusa di omicidio e di tentato omicidio; proclama la sua innocenza affermando che lui non è Bud Caldera, chiede il test del poligrafo, passandolo, cita i suoi studi e i suoi premi ma il DNA lo inchioda. Intanto Alice tenta di contattare la sua controparte non ottenendo risposta. Paul si risveglia in ospedale. Magnus e Alice lasciano la casa di Colonia e si trasferiscono in Inghilterra, pronti a ricominciare daccapo. Sulla ISS, Jo, gravemente ferita al viso ma viva, si risveglia.
- Altri interpreti: Mona Vojacek Koper (agente Iona Frost), Jeff Burrell (operatore poligrafo), Bettina Hoppe (Jenny Gruber), Tomas Sinclair Spencer (Graham Einarsson), Christopher Fairbank (Yura).